# Akroleinidy

Strukturní vzorec jednoduchého akroleinidu

Akroleinidy jsou organické sloučeniny, cyklické ketaly diolů s akroleinem. V rámci léčiv se akroleinidové skupiny vyskytují v akrocinonidu (triamcinolonakroleinid)u.